# Poetry of the Deed
Poetry of the Deed è il terzo album in studio del cantautore britannico Frank Turner, pubblicato nel 2009.

## Tracce
Testi e musiche di Frank Turner.
1. Live Fast Die Old – 4:16
2. Try This at Home – 1:53
3. Dan's Song – 1:57
4. Poetry of the Deed – 3:25
5. Isabel – 4:06
6. The Fastest Way Back Home – 3:26
7. Sons of Liberty – 4:28
8. The Road – 3:58
9. Faithful Son – 3:35
10. Richard Divine – 3:49
11. Sunday Nights – 4:04
12. Our Lady of the Campfires – 3:59
13. Journey of the Magi – 4:16